# OKです!
OKです! （オーケーです）は、かつて茨城放送（現在のLuckyFM茨城放送）で放送していたラジオ番組である。放送期間は2001年10月7日から2002年9月30日まで。

## 出演者
- 高木圭二郎
- 太田絵里子（2002年3月24日まで）

他にネタ判定の審査員として影の審査員こと熊川哲也似のディレクターがいた。

## 放送時間
- 2001年10月7日（第1回）から2002年3月24日（第25回）までは日曜21:05 - 21:50

ナイターオフ期の同枠はかつては翌週のおススメ情報と音楽を放送する『サンデーナイトジョッキー』（担当はその日の夜のニュース担当のアナウンサー）を放送していたが、本番組が放送されていた2001年度のナイターオフ期は『サンデーナイトジョッキー』の放送は休止となった。
- 2002年4月1日（第26回）から最終回までは月曜19:00 - 19:30に放送していた。

月曜時代は特番や高校野球中継で休止になった番組の振替放送をこの時間帯で行うため番組が休止になる事もあった。放送回数は通算で全48回だった。

## 主なコーナー
- 恒例の1曲目

番組テーマが流れ終わるとすぐ恒例の1曲目のコーナーが始まる。
まず高木が「今日は○○（人気アーティスト名）の曲をかけるね。○○っていいよね。○○って最高だよね。」と言い、人気アーティストのヒット曲をかけるかと思いきやマニアックな曲がかかるという内容。
主な例として、山崎君の曲→山崎邦正の曲。マッキーの曲→牧伸二の曲があった。ちなみに最終回の恒例の一曲目はあゆに見せかけ、鮎ゆうきの曲がかかった。
- O-1グランプリ 番組開始時のコーナー。各市町村の音頭を集めて審査するコーナーだった。他にシュレディンガー音頭を探すコーナーもあった。
- ムダ自慢 こちらも番組開始当初からあったコーナー。テーマ曲は『のど自慢』のテーマ曲。自分がこれまでしたことを自慢するというコーナーだった。
- 素朴な疑問 O-1グランプリ終了後に始まったコーナー。ふと感じたことを投稿するコーナーだった。ネタ紹介中のBGMはピンクパンサーのテーマ曲が流れた。
- プロジェクトMIX 主にアルバムのリミックス曲を集めて送るコーナー。本家と同様、コーナー開始時には「地上の星」が流れ、コーナー終了時には「ヘッドライト・テールライト」（共に歌は中島みゆき）が流れた。
- 裏ドラ もしもドラえもんの道具を自分が使ったらどうするというのを投稿するコーナー。ネタ紹介中のBGMは「ドラえもんのうた」のカラオケ版が流れた[4] 。
- くすぐり選手権 主なくすぐり方をリスナーが投稿するコーナー。

このときから審査判定に普通評「もういやーん」最低評「も、最低です。もう嫌」最高評「うん、これはうれしい。これはいいかもね」の3段階判定が出たが、最初は普通評と最低評の2段階までしかなかった。
- 茨城みやげ向上委員会 茨城のみやげについてのアレコレをコント形式で行ったコーナー
- おけペラ 当時人気だったアカペラに対抗して作ったコーナーだが、不評によりすぐ終了
- てゆーか チャイムが鳴って素朴なことを「てゆーか…」と投稿するコーナー
- もういやーん 「もしもこんな○○があったらもういやだ」というコーナー。審査はくすぐり選手権と同じ

OKです!後期の人気コーナーになり、その週で読みきれなかったネタは翌週に回すということもよくあった。特に「こんな学校の先生はもういやーん」の時にはメールの数が圧倒的に多く、2週にわたって放送した。
また、コーナー最終回を告げるときはメール紹介後、蛍の光が流れた。
この他にリスナーからのリクエストや、人気アーティストのシングルのカップリング曲を流したりしていた。

## OKタンマ合同企画
2002年4月29日に国営ひたち海浜公園で、OKです！とちょっとタンマ！の公開録音が行われた。行われた場所はそよかぜドームのステージではなく、その脇にある茨城放送のブースの前で行われた。司会は太田絵里子が担当し、内容は鹿原徳夫と高木の対決であった。

## その他アレコレ・エピソードなど
- 2001年11月25日の放送では、この日遅番でニュースを読んでいた鹿原が乱入し、番組が乗っ取られるという事件が起きた。次の番組予告では『このあとはあかぎれきれじろうアナウンサーのほーけーです！が始まります』と言っていた。(その2日前のちょっとタンマ!では高木が乱入している)
- 2001年12月2日の放送では見知らぬ方とえりりん小町嬢に番組を乗っ取られるという事件が発生。リスナーから送られてきたネタを2週も紹介できなくなるという事態になった(翌週にその分のネタも含めて紹介された)。
- 2001年12月23日の放送では、クリスマス直前、こんな王様ゲームはどうかな？という企画だった。
- 2001年12月30日の放送では、高木が体調を崩して入院してしまい、鹿原と渡辺が代役司会をした。
- 2002年3月24日の放送は、いきなり蛍の光から始まり、ウソの最終回を行った。
  - この日は茨城みやげ向上委員会スペシャルで、太田絵里子の番組卒業式でもあった。
- 2002年4月29日の放送は、国営ひたち海浜公園での公開録音で、ちょっとタンマ!との合同企画だった。
- 日曜日時代はメールの数が少なく、出せばほぼ高確率でネタが採用された。
- ネタ判定審査員のディレクターは、日曜時代は出演したものの、月曜時代は出演せず、判定のチャイムを鳴らすだけだった。
- 2002年5月6日の放送は同じ野放し番組ちょっとタンマ!に高木が乱入し、番組内でもういやーんに送られてきたネタを読んだ[5]。 しかしこの乱入が後に番組の躍進に火を付け、翌週以降から日曜日時代の2倍以上のメールが殺到するようになり、かなりの傑作ネタでも時間内に紹介することができず、泣く泣く没になるネタも続出したそうだ。とくにもういやーんのコーナーでは鹿原ネタだけでも毎週10通以上来るなどしていた。
- 中間のジングルには子供2人が番組コールを言っていた。日曜時代は「日曜夜の暇つぶし OKでーす！」そして月曜移動後は「2002年の暇つぶし OKでーす!」や、「まだまだ続くよ OKです!」「お楽しみはこれから OKです！」などだった。
- てゆーかのコーナーは最初チャイムが2回なって小ネタを言っていたが、余りにもネタの数が多くなり後に1回鳴って小ネタになった。
- また、同じ野放し番組、ちょっとタンマ!に送られてきた方のメールにはほとんどの方が好きな番組にOKです!が挙げられていた。
- この番組は最終回までメールの数が衰えることなく人気番組になったが、茨城放送月曜19時枠はナイターオフ編成時はニッポン放送の番組を同時ネットすることになっていたため枠確保ができなくなり、人気番組のままナイターイン編成終了と共に終了した。番組終了後も再開を望む声、復活を望む声が多かったため、終了から1年3か月後の2003年から2004年にかけての特番に「ちょっとOKです!」を放送した。

## 放送リスト
テーマはもういやーんのコーナーのテーマ。
- 01.10.07 #1 スタート 各コーナー紹介
- 01.10.14 #2 O-1GP、ムダ自慢スタート
- 01.10.21 #3 O-1GP終了
- 01.10.28 #4 素朴な疑問スタート
- 01.11.25 #8 鹿原アナ乱入。ニュースの後、「この後はアカギレキレジロウのほーけーです」宣言
- 01.12.02 #9 影の人に番組を乗っ取られる
- 01.12.23 #12 クリスマス王様ゲーム
- 01.12.30 #13 高木アナ急病で入院のため、鹿原アナと渡辺アナが代行司会
- 02.1.13 #15 裏ドラのコーナーがスタート
- 02.1.20 #16 素朴な疑問、ムダ自慢終了
- 02.1.27 #17 くすぐり選手権スタート 当時の審査は「もういやーん」「もう最低です。もう嫌。」判定しかなかった。
- 02.3.24 #25 日曜最後の放送。茨城土産向上委員会SP
- 02.4.1 #26 この日から月曜19:00に枠移動。オープニングで鹿原アナに「野放し番組」と認定。『どきっ 漢だらけのセクシーしりとり』春一番なんだコノヤロースペシャル
- 02.4.8 #27 おけぺらがスタート。くすぐり選手権終了
- 02.4.15 全国高校生の主張特番のため放送休止
- 02.4.22 #28 もういやーんのコーナーがスタート。テーマ こんな鹿島アントラーズ
- 02.4.29 #29 ひたち海浜公園からの公開録音
- 02.5.6 吟詠大会特番のため放送休止
- 02.5.6 ちょっとタンマ！内で急遽OKです！を放送。 テーマ こんな鯉のぼりは嫌だ
- 02.5.13 #30 おけぺら終了。 テーマ こんな村
- 02.5.20 #31 てゆーかのコーナーがスタート。これから最終回まではこのスタイルが続く。テーマ こんな体育の時間
- 02.5.27 #32 テーマ こんな音楽の時間
- 02.6.3 #33 テーマ こんな美術の時間
- 02.6.10 #34 テーマ こんな日本代表
- 02.6.17 #35 テーマ こんな日本代表
- 02.6.24 #36 テーマ こんな結婚式
- 02.7.1 #37 テーマ こんな結婚式（その2）
- 02.7.8 #38 テーマ こんな夜店
- 02.7.15 #39 テーマ こんな夏休みの宿題
- 02.7.22 高校野球関係の番組の時間移動のため放送休止
- 02.7.29 #40 テーマ こんな花火大会
- 02.8.5 甲子園ドリーム特番放送のため放送休止
- 02.8.12 #41 テーマ こんな海水浴場
- 02.8.19 #42 テーマ こんな自由研究
- 02.8.26 #43 テーマ こんなファーストキス
- 02.9.2 #44 テーマ こんな学校の先生
- 02.9.9 #45 テーマ こんな学校の先生（その2）
- 02.9.16 #46 テーマ こんなアルバイト
- 02.9.23 #47 テーマ こんな道徳の時間<
- 02.9.30 最終回 テーマ こんな新番組。最後にありがとうメッセージ紹介して終了。

## ちょっとOKです!
2003年12月31日から2004年1月2日までの3夜連続でちょっとタンマ!とOKです!が合体して復活した特番。
出演者は鹿原徳夫と高木圭二郎。
放送時間は3夜とも22時 - 22時20分であった。

### 概要
事前の番宣CMでは、鹿原と高木が「社交辞令、社交辞令」と言ってその後二人が心の中でひっそりと呟いてるオチで終わるCMが流れていた。
第1夜の放送時に鹿原が「このあと高木君とは48時間ずっとここで喋り続けます」と言っているが、これは番組のためだけに作られた演出である（高木はその後、元日の夜のニュースを担当していた）。

### 主な内容
第1夜
「あなたの年末年始を奪うクイズ」が3問出題された 。1問目はなぞなぞ問題。2問目は地理の問題。3問目は常識問題だった。ただ、普通に出題されたのではなく、1問目はかな入力で解く、2問目は携帯のメール入力で解く、3問目はギャル文字解読だった。
トリビアの水戸泉というコーナーがあった。茨城放送に関するトリビアが紹介された 。
第2夜
こんな子いるかな?と中学生クイズのコーナーがあった。こんな子いるかな？はこういう子いるかな？というネタ 、中学生クイズは二人でクイズを出し合うというコーナー 。
第3夜
クイズの答え合わせとお便り紹介
クイズの答えは、1問目と3問目が答えられなかったリスナーが続出し、全問正解者は1名だった。なお、答え合わせに時間を費やしてしまったため、お便り紹介は最後の5分間だけだった。3日間の放送であったが、やはり野放し番組復活ということもあってか、メールの数は多かったそうだ。